# BSG Motor Eisenach

Logo der BSG Motor Eisenach

Die BSG Motor Eisenach war eine Betriebssportgemeinschaft aus Eisenach.

## Geschichte
Nach dem Zweiten Weltkrieg wurden mit dem Kontrollratsgesetz Nr. 2 alle Vereine in der Sowjetischen Besatzungszone aufgelöst und somit auch der SC Borussia Eisenach. Als inoffizieller Nachfolger wurde unter Beteiligung von ehemaligen Spielern des Vereins die SG Eisenach-West gegründet, welche im darauffolgenden Jahr in SG Wartburg Eisenach umbenannt wurde. Im Juni 1949 wurde die SG Wartburg als zentrale Betriebssportgemeinschaft ZSG BMW Eisenach umgegründet.
Als Trägerbetrieb fungierte das Automobilwerk Eisenach, der damalige BGL-Vorsitzende W. Müller übernahm den Vereinsvorsitz. Im Dezember 1949 umfasste die BSG bereits 13 Sport-Sektionen mit 450 sportaktiven Mitgliedern. Im Juni 1950 wurde die Betriebssportgemeinschaft in BSG Motor Eisenach umbenannt.

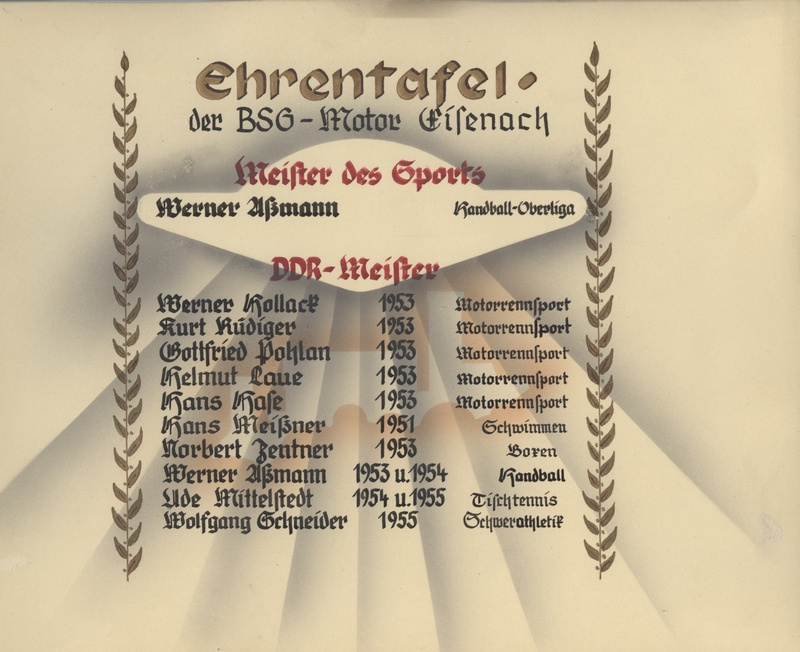
Albumblatt mit den erfolgreichsten Sportlern der frühen 1950er Jahre.

Das zunächst unter sowjetischer Verwaltung stehende Automobilwerk hatte als Hersteller von Motorrädern und Automobilen beste Voraussetzungen, im deutschen und internationalen Motorrennsport teilzunehmen, ein bedeutender Teil der finanziellen Mittel für die Sportförderung des Betriebes war somit für den Bedarf des Eisenacher Motorsports um die Rennsportabteilung des Automobilwerkes und das staatliche Rennkollektiv reserviert. Sportliche Erfolge feierten in den 1950er Jahren dennoch auch die Handballabteilung, die Boxabteilung, die Schwimmsportler, die Tischtennis-, Tennis- und Schachspieler. Die nur saisonal tätige Sparte Wintersport erfreute sich ebenfalls großen Interesses. Die Fußballabteilung hatte die meisten Mitglieder und konnte zeitgleich mehrere Werksmannschaften in das Training schicken.
Als Trainings- und Wettkampfstätten standen den BSG-Sportlern die Werner-Seelenbinder-Halle, die Röse-Turnhalle, das Stadtbad Eisenach, der Tennisplatz im Johannistal sowie Räume des AWE-Klubhauses zur Verfügung. Im Rahmen des Nationalen Aufbauwerkes übernahm der Betrieb 1949 die Leitung beim Bau der „Sportstätte des Friedens“, heute eine Grünfläche an der Kasseler Straße. Das Wartburg-Stadion als größte Sportanlage der Stadt zu Füßen der Michelskuppe entstand etwa zeitgleich auf dem ehemaligen Exerzierplatz der Eisenacher Garnison. In den 1950er Jahren gab es noch enge Kontakte zu westdeutschen, meist hessischen Fußball-Vereinen und Werksmannschaften der Automobilbranche. 1950 wurde Sportfreund Boecker neuer Vorsitzender der BSG. Im Sportjahr 1952 fanden die ersten Betriebsmeisterschaften in Fuß- und Handball statt, zu Pfingsten 1952 fuhr die Handball-Werksauswahl zu einem international besetzten Grenzland-Turnier in Lörrach.
Die Betriebsmeisterschaften des Jahres 1953 wurden um die Disziplinen Volleyball, Kegeln, Tennis und Leichtathletik erweitert. Die sogenannte „Betriebs-Massensport-Organisation“ wurde 1954 im AWE erprobt, erstmals in der gesamten DDR wurde in der BSG nach Leistungsklassen im Fußball Massensport veranstaltet. Zum ersten Betriebssportfest im Wartburgstadion umfasste die BSG bereits achtzehn Sektionen und hatte schon 1000 Mitglieder. Zum Training wurden 50 Übungsleiter verpflichtet, die auch beim außerschulischen Training in den Patenschulen des Betriebes mit der Nachwuchsgewinnung betraut waren, es entstanden mit Unterstützung des Kreissportbundes die Schülerabteilungen in den Sektionen Turnen, Schwimmen, Hand- und Fußball. Die Zahl der BSG-Mitglieder mit einem Sport-Leistungsabzeichen umfasste 700 Mitglieder. Für ihre ausgezeichnete Aufbauarbeit wurden die damaligen Sportfunktionäre und Trainer Heinz Riede, Horst Fulsche und Fred Buhler mit einer Ehrennadel in Silber ausgezeichnet.
Auf Wunsch der Betriebsleitung wurde 1951 die Sektion Motorrennsport gegründet, die unter Leitung von Werner Hollack (selbst Motorrad-Rennfahrer) stand. Im Rennsportjahr 1953 wurde Gottfried Pohlan DDR-Straßenmeister. Gemeinsam mit westdeutschen Funktionären wurde die Rallye Wartburg als Motorsport-Veranstaltung konzipiert und erstmals 1955 unter Beteiligung von 26 westdeutschen Teams erfolgreich ausgerichtet. Im Februar 1956 wurde beim Hallenhandballturnier das Eisenacher BSG-Team DDR-Vizemeister.
Nach der Wiedervereinigung wurde die Betriebssportgemeinschaft in den Sportverein Wartburgstadt Eisenach und den ThSV Eisenach aufgespalten.

## Abteilungen

### Feldhandball
Im Feldhandball gewann die BSG Motor Eisenach die Staffel II der DDR-Oberliga 1958 mit einem Punkt Vorsprung vor der BSG Motor Gohlis Nord und der BSG Lok Südost Magdeburg. Durch den Staffelsieg qualifizierten sie sich für das Spiel um die DDR-Meisterschaft. Im Kurt-Wabbel-Stadion in Halle an der Saale trafen die Eisenacher auf den SC Empor Rostock und sicherten sich durch einen 13:11-Sieg zum ersten und einzigen Mal die DDR-Meisterschaft im Feldhandball. Die Meistermannschaft bestand aus:
| Albert Rust – Oswald Hook, Günther Jäger, Dieter Weidlich, Dieter Illert, Wolfgang Eisenhardt, Frieder Singwald, Werner Reinartz, Hans Rodegast, Werner Aßmann, Horst Erhardt |

In der Spielzeit 1959 verpassten die Eisenacher hinter dem SC Dynamo Berlin den erneuten Gewinn der Staffel II der DDR-Oberliga. In der DDR-Oberliga 1965 konnten sich die Eisenacher durch einen sechsten Platz in der Staffel II nicht für die eingleisige DDR-Oberliga qualifizieren und mussten in die DDR-Liga absteigen. In der Saison 1966 wurde sie in die Staffel IV der DDR-Liga einsortiert und konnten diese Staffel gewinnen. Dadurch qualifizierten sie sich für die Aufstiegsrunde zur DDR-Oberliga und setzten sich dort gemeinsam mit der SG Dynamo Halle-Neustadt gegen die BSG BGW Berlin und die BSG Lokomotive Dresden durch. In der Saison 1967, der letzten DDR-Oberliga-Saison im Feldhandball, belegten die Eisenacher den siebten Platz.

### Fußball
Die Betriebssportgemeinschaft wurde zur Saison 1952/53 in die Bezirksliga Erfurt einsortiert und konnte sich in der zweiten Saison die Bezirksliga gewinnen und damit den Aufstieg in die DDR-Liga sichern. In der Spielzeit 1954/55 qualifizierten sie sich durch den zehnten Platz in der Staffel 2 der DDR-Liga nicht für die eingleisige DDR-Liga, sondern mussten in die II. DDR-Liga absteigen.
Weil ab 1956 die Fußballligen im Kalenderjahr ausgespielt wurden, war die II. DDR-Liga 1955 eine Übergangsrunde ohne Auf- und Abstieg. In der Staffel Süd belegte die BSG Motor Eisenach den 14. und damit letzten Platz. In der darauffolgenden Saison konnte sie sich verbessern und hielt mit einem sechsten Platz die Klasse. In der Spielzeit 1957 konnte sich die Mannschaft erneut verbessern und beendete die Saison auf den fünften Platz.
Zur Saison 1958 wurde die II. DDR-Liga auf fünf Staffeln ausgeweitet und die Eisenacher verpassten in der Staffel 5 mit dem zweiten Platz hinter der BSG Motor Steinach den Aufstieg in die DDR-Liga. In der darauffolgenden Saison konnte sie nicht an die Erfolge aus der Vorsaison anknüpfen und beendeten die Saison auf dem sechsten Platz. Die Saison 1960 – die letzte Saison der II. DDR-Liga, die im Kalenderjahr ausgetragen wurde – beendete die Mannschaft aus Eisenach auf dem siebten Platz. In der Spielzeit 1961/62 qualifizierte sich die BSG Motor Eisenach durch einen dritten Platz hinter der BSG Motor Weimar und der BSG Motor Steinach für die DDR-Liga.
In der DDR-Fußball-Liga 1962/63 wurde die BSG in die Staffel Süd einsortiert und beendete die Saison auf dem letzten Platz. Dadurch musste sie an der Qualifikationsrunde zum Verbleib in der DDR-Liga teilnehmen und konnte sich in der Gruppenphase gegen die BSG Motor Wema Plauen, ASG Vorwärts Zittau und die BSG Motor Zschopau durchsetzen und traf im Entscheidungsspiel auf die BSG Lokomotive Halberstadt. Durch ein 1:1-Unentschieden im Auswärtsspiel und einen 5:0-Heimspielsieg verblieben die Eisenacher in der DDR-Liga. In der Spielzeit 1963/64 erreichten sie mit dem zwölften Platz den Klassenerhalt. Bis zur Saison 1969/70 konnten die Eisenacher die Klasse halten, aber diese Saison beendeten sie auf dem 14. Platz und sie mussten in die Bezirksliga absteigen.
Danach konnte die Mannschaft aus Eisenach noch zweimal in die DDR-Liga aufsteigen, konnte sich aber nicht lange in der neuen Liga halten. Nachdem man in der Spielzeit 1972/73 wieder in die DDR-Liga aufstieg, musste man als Tabellenvorletzter nach einer Saison sofort wieder absteigen. Der letzte Aufstieg gelang der BSG Motor Eisenach in der Saison 1980/81 und am Ende der Saison 1982/83 stieg die BSG Motor Eisenach als Tabellenvorletzter endgültig in die Bezirksliga ab.
Als DDR-Ligist qualifizierte sich die BSG Motor Eisenach automatisch insgesamt 12-mal zur Teilnahme am FDGB-Pokal. Als Gewinner des Bezirkspokals 1985 und 1988 qualifizierte sich die Betriebssportgemeinschaft für zwei weitere Pokalteilnahmen. Allerdings kamen die Eisenacher in keiner Pokalsaison über die 2. Hauptrunde hinaus.
In der ewigen Tabelle der DDR-Liga belegt die BSG Motor Eisenach nach insgesamt zwölf Spielzeiten unter 199 Mannschaften den 54. Platz. In der II. DDR-Liga spielten die Eisenacher insgesamt sieben Spielzeiten und belegen in der ewigen Tabelle der II. DDR-Liga bei 131 Mannschaften den achten Platz.
Nach der Wiedervereinigung gründete die Abteilung Fußball mit anderen Abteilungen den Sportverein Wartburgstadt Eisenach. 1998 machte sich die Fußballabteilung zunächst als FC Wartburgstadt Eisenach selbstständig. Nach einer Fusion mit der SG Hörseltal Stedtfeld sowie der Fußballabteilung des ESV Lokomotive Eisenach wurde 2011 der FC Eisenach gegründet.

### Hallenhandball
In der Saison 1954/55 qualifizierten sich die BSG Motor Eisenach als Meister der Bezirksliga Erfurt für die Bezirksmeister-Endrunde und damit für die Aufstiegsrunde zur DDR-Liga. In der Gruppe II, welche in Bad Blankenburg ausgespielt wurde, setzten sich die Eisenacher gegen die BSG Motor Polysius Dessau, die BSG Motor Fraureuth, den SC Motor Jena und die BSG Motor Zella-Mehlis Ost durch und qualifizierten sich für die DDR-Liga. In der ersten Saison in der DDR-Liga konnte die Mannschaft aus Eisenach als Aufsteiger sensationell die Staffel I gewinnen und sich für das Spiel um die DDR-Meisterschaft qualifizieren. In der Thüringenhalle in Erfurt traf man auf den BSG Motor Rostock und verlor mit 17:25. Im Finale setzte die BSG Motor Eisenach folgende Spieler ein:
| Werner Hertel, Albert Rust – Dieter Weidlich, Werner Aßmann, Oswald Hook, Hans Rodegast, Heinz Hauk, Dieter Illert, Fritz Singwald, Günther Jäger, Werner Reinartz |

In der Spielzeit 1956/57 gewannen die Eisenacher die Staffel II der DDR-Oberliga ohne einen Punktverlust vor dem SC Dynamo Berlin. Im Spiel um die DDR-Meisterschaft im Hallenhandball trafen die Eisenacher auf den SC Empor Rostock, welche die Handballabteilung der BSG Motor Rostock übernommen hatte. In der Werner-Seelenbinder-Halle in Berlin setzten sich erneut die Rostocker knapp mit 17:15 durch. Von der BSG Motor Eisnach wurden folgende Spieler eingesetzt:
| Werner Hertel – Günther Jäger, Fritz Singwald, Dieter Weidlich, Oswald Hook, Dieter Illert, Hans Rodegast, Gerhardt Schmidt, Heinz Hauck, Werner Assmann |

In der Saison 1957/58 wurde nur ein Ligapokal als DDR-Meisterschaft ausgetragen. In der Gruppe C, welche in Erfurt ausgetragen wurde, trafen die Eisenacher auf die BSG Motor Gohlis Nord, den SC DHfK Leipzig und den SC Lokomotive Leipzig. Als Dritter verpasste die Mannschaft klar das Weiterkommen. Nachdem Eisenach in den folgenden Jahren keine große Rolle mehr in der DDR-Liga spielte, verpassten die Eisenacher mit einem siebten Platz in der Staffel II der DDR-Liga 1963/64 die Qualifikation für die neugeschaffene DDR-Oberliga und mussten weiterhin in der DDR-Liga spielen.
Nach der Einführung der DDR-Oberliga stellte sich die Eisenacher als sogenannte Fahrstuhlmannschaft heraus. Die BSG Motor Eisenach gewann die Gruppe Süd der DDR-Liga 1964/65 und durfte gemeinsam mit der BSG ZAB Dessau in die DDR-Oberliga aufsteigen. Auf den letzten Platz beendeten die Eisenacher die Premieren-Saison und mussten in die DDR-Liga absteigen. In der Spielzeit 1966/67 gewannen sie ohne Punktverlust die Gruppe Süd der DDR-Liga und durften in der darauffolgenden Spielzeit ihre zweite DDR-Oberliga-Saison absolvieren. Im Gegensatz zur ersten DDR-Oberliga-Saison konnte die Betriebssportgemeinschaft durch den achten Platz knapp die Klasse halten. Nachdem die Mannschaft aus Eisenach ununterbrochen neun Spielzeiten in der DDR-Oberliga verbracht hatte, musste sie in der zehnten DDR-Oberliga-Spielzeit 1977 als Letzter aus der DDR-Oberliga absteigen.
In der DDR-Liga 1980/81 gewannen die BSG Motor Eisenach die Staffel Süd aufgrund des besseren Torverhältnisses gegenüber der BSG Chemie Piesteritz und steigen als Aufsteiger direkt wieder in die DDR-Oberliga auf. In der DDR-Oberliga 1981/82 belegten sie als Aufsteiger den sechsten Platz und sicherten den Klassenerhalt. In der zweiten Saison sicherten sie durch den achten Platz knapp vor der BSG Chemie Piesteritz und der SG Dynamo Suhl-Mitte den Verbleib in der DDR-Oberliga. Bis zur letzten Saison der DDR-Oberliga blieb die BSG Motor Eisenach der DDR-Oberliga erhalten. In der letzten DDR-Oberliga-Saison 1990/91 trat mit den ThSV Eisenach schon der Nachfolge-Handballverein an.

#### Saisonbilanzen
| Saison  | Spielklasse  | Platz | Sp. | S  | U | N  | Tore      | Diff. | Punkte |
| ------- | ------------ | ----- | --- | -- | - | -- | --------- | ----- | ------ |
| 1964/65 | DDR-Liga Süd | 1     | 16  |    |   |    | 0329:0211 | 118   | 24:08  |
| 1965/66 | DDR-Oberliga | 10    | 18  | 3  | 2 | 13 | 0312:0390 | −78   | 08:28  |
| 1966/67 | DDR-Liga Süd | 1     | 18  | 18 | 0 | 0  | 0435:0297 | 138   | 36:0   |
| 1967/68 | DDR-Oberliga | 8     | 18  | 5  | 1 | 12 | 0297:0378 | −81   | 11:25  |
| 1968/69 | DDR-Oberliga | 8     | 18  | 6  | 0 | 12 | 0297:0373 | −76   | 12:24  |
| 1969/70 | DDR-Oberliga | 8     | 18  | 4  | 2 | 12 | 0312:0387 | −75   | 10:26  |
| 1970/71 | DDR-Oberliga | 9     | 18  | 4  | 0 | 14 | 0282:0362 | −80   | 08:28  |
| 1971/72 | DDR-Oberliga | 10    | 18  | 1  | 0 | 17 | 0261:0411 | −150  | 02:32  |
| 1972/73 | DDR-Oberliga | 9     | 18  | 6  | 2 | 10 | 0338:0375 | −37   | 14:22  |
| 1973/74 | DDR-Oberliga | 10    | 27  | 5  | 2 | 20 | 0494:0570 | −76   | 12:42  |
| 1974/75 | DDR-Oberliga | 10    | 26  | 7  | 4 | 15 | 0474:0502 | −28   | 18:34  |
| 1975/76 | DDR-Oberliga | 10    | 26  | 6  | 1 | 19 | 0495:0583 | −88   | 13:19  |
| 1976/77 | DDR-Oberliga | 9     | 26  | 7  | 4 | 15 | 0519:0580 | −61   | 18:34  |
| 1977/78 | DDR-Liga Süd | 1     | 18  |    |   |    |           |       | 31:05  |
| 1978/79 | DDR-Oberliga | 6     | 18  | 5  | 6 | 7  | 0377:0403 | −26   | 16:20  |
| 1979/80 | DDR-Oberliga | 9     | 18  | 3  | 2 | 13 | 0366:0440 | −74   | 08:28  |
| 1980/81 | DDR-Liga Süd | 1     | 18  |    |   |    | 0473:0327 | 146   | 30:06  |
| 1981/82 | DDR-Oberliga | 6     | 18  | 5  | 5 | 8  | 0387:0408 | −21   | 15:21  |
| 1982/83 | DDR-Oberliga | 8     | 18  | 6  | 1 | 11 | 0400:0416 | −16   | 13:23  |
| 1983/84 | DDR-Oberliga | 6     | 18  | 5  | 2 | 11 | 0381:0423 | −42   | 12:24  |
| 1984/85 | DDR-Oberliga | 6     | 18  | 6  | 2 | 10 | 0367:0416 | −49   | 14:22  |
| 1985/86 | DDR-Oberliga | 6     | 18  | 7  | 2 | 9  | 0382:0404 | −22   | 16:20  |
| 1986/87 | DDR-Oberliga | 7     | 18  | 6  | 0 | 12 | 0382:0428 | −46   | 12:24  |
| 1987/88 | DDR-Oberliga | 6     | 18  | 5  | 2 | 11 | 0357:0383 | −26   | 14:24  |
| 1988/89 | DDR-Oberliga | 6     | 22  | 9  | 4 | 9  | 0464:0481 | −17   | 22:22  |
| 1989/90 | DDR-Oberliga | 5     | 22  | 10 | 3 | 7  | 0430:0434 | −4    | 33:17  |

|  | Aufstieg |
|  | Abstieg  |

## Erfolge
- Feldhandball-Meister der DDR: 1958
- Hallenhandball-Vizemeister der DDR: 1956 und 1957
- Insgesamt 31 Jahre in der DDR-Oberliga (Hallenhandball)
- Mehrfache Qualifikation für Pokal-Finalrunde der besten 4 Mannschaften DHV der DDR

## Trainer
- Werner Aßmann, Trainer der Handballabteilung 1963 bis 1974
- Hans-Joachim Ursinus, Trainer der Handballabteilung 1974 bis 1992